# José María López Mezquita
José María López Mezquita (Granada, 23 de abril de 1883-Madrid, 6 de diciembre de 1954) fue un pintor español.

## Biografía
Nació en Granada el 23 de abril de 1883 en el seno de una familia de comerciantes que, no era ciertamente el ambiente más propicio para el surgimiento de la faceta artística a la que consagró su vida. A los nueve años inició su formación en el taller de José Larrocha y a los trece, cuando su familia por negocios se trasladó a Madrid, ingresó en 1897 en la Real Academia de Bellas Artes de San Fernando, matriculándose en la sección de Pinturas y Grabados, donde fue discípulo de Cecilio Pla. En su juventud, se destacó como ilustrador para publicaciones periódicas, como la revista granadina Idearium, cuyas ilustraciones realizó en colaboración con su amigo y también pintor José Sánchez Gerona. 
Participó en numerosas exposiciones nacionales e internacionales, en 1901 recibió medalla de primera clase en la Exposición Nacional de Bellas Artes por su lienzo La Cuerda de presos (Museo Reina Sofía), y en la de 1910 por el cuadro Retrato de los señores B. e hijos, y numerosas menciones especiales sobre los lienzos, Granadina y Reposos éste conocido como La Siesta, cuadro que presentó en 1903 en el Salón de París, en donde residió durante cuatro años, consiguiendo una medalla de primera clase. Y en 1904 participó en el Salón de Otoño de París con el retrato Madre del pintor, y el retrato de Alice Mumford, que lo hicieron merecedor del nombramiento como «miembro sociétaire». En este año también pintó El embovedado, obra que se encuentra en el Museo Carmen Thyssen Málaga y que ofrece una vista de cómo era la urbe granadina en la época, y en la que destacan los efectos lumínicos, rasgo propio de la pintura paisajista del XIX.

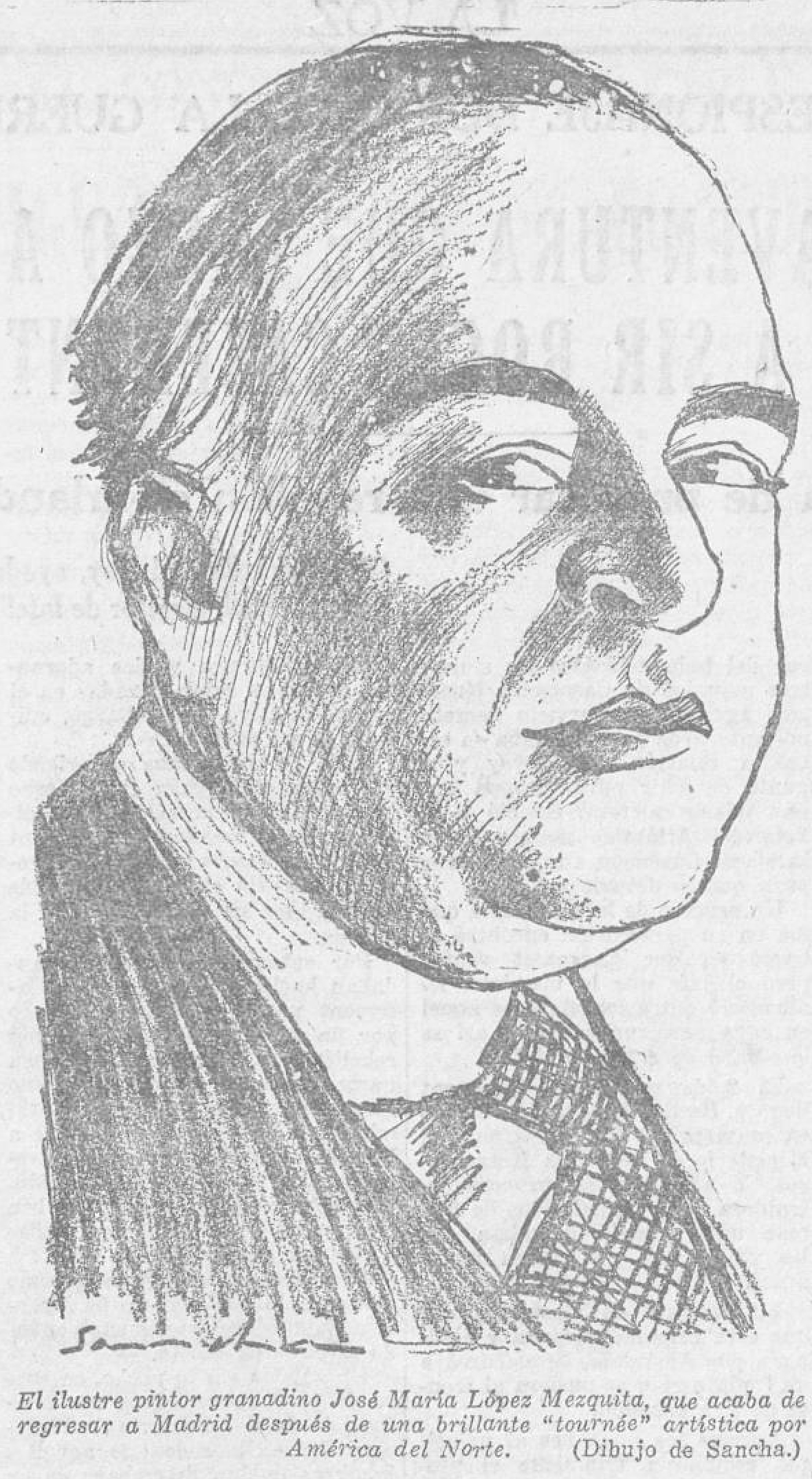
Retratado por Sancha en La Voz (1928)

Su formación sigue la obsesión luminístisca de la plástica española del momento, a la par, desarrolló su faceta retratista mundana y elegante, que le permitió viajar a Bélgica, Holanda, Inglaterra y Francia, bajo el mecenazgo de la infanta Isabel de Borbón, a la que retrató junto con la marquesa de Nájera (Museo de Historia de Madrid, 1915). 
Regresó a su Granada natal en 1905, donde pintó Retrato de mis amigos, El velatorio, La juerga... si bien ya destacó en el retrato también son de esa época Otoño en la Alhambra y Vista del Albaicín. Cofundador en 1910 de la Asociación Española de Pintores y Escultores, fue académico de número de la Real Academia de Bellas Artes de San Fernando y socio de honor de la Nacional de Bellas Artes de París. Marchó en 1926 a Estados Unidos, donde permaneció largos años pero con breves regresos a España. Cosechó éxitos en ciudades como Bruselas y Buenos Aires. Fue cofundador, el 11 de febrero de 1933, de la Asociación de Amigos de la Unión Soviética, creada en unos tiempos en que la derecha sostenía un tono condenatorio en relación con los relatos sobre las conquistas y los problemas del socialismo en la URSS.
Pintor de prestigio internacional, fue miembro de la Hispanic Society —para la que pintó una serie de retratos— y lo fue también de las Academias de Bellas Artes de Lisboa, Amberes y Cuba. Tras la guerra civil, permaneció en el extranjero. En 1946 falleció su esposa Fernanda, volviendo a  contraer matrimonio con Elnora Gruber, y hasta 1952 no regresó a España. Próxima su muerte, todavía siguió trabajando hasta que el 6 de diciembre de 1954 falleció en Madrid. Entre sus discípulos, se puede citar al pintor granadino Francisco Soria Aedo.

## Obra
La pintura de José María López Mezquita se enmarca dentro del realismo figurativo, con influencias del luminismo español de finales del siglo XIX. Su obra temprana destaca por la madurez técnica y compositiva con la que abordó escenas costumbristas y de contenido social, como Cuerda de presos (1901), con la que obtuvo la primera medalla en la Exposición Nacional de Bellas Artes antes de cumplir los dieciocho años. En este gran lienzo se contraponen los mundos de la autoridad y la marginalidad, en una escena urbana donde reclusos escoltados por la Guardia Civil desfilan ante la mirada de una pareja burguesa, mientras una mujer gitana suplica por uno de los detenidos.
Aunque su carrera se desarrolló en paralelo a las vanguardias europeas, López Mezquita se mantuvo fiel al retrato tradicional y al realismo, alejándose deliberadamente de las corrientes innovadoras de su tiempo. En obras como Dos hermanas (1922), se decanta por una atmósfera íntima y crepuscular, con personajes contenidos en el interior burgués de una vivienda. A través de estos retratos, y gracias a su aguda capacidad para penetrar en la psicología de los modelos, consolidó un estilo personal, sereno y técnicamente depurado. Críticos como Max Nordau lo compararon con Velázquez y Goya, destacando su «sentido del color» y su habilidad para reproducir al retratado «lleno de sangre y vida».
López Mezquita también cultivó la pintura de paisaje y de interiores urbanos. En El Embovedado (1904), recurre a un tratamiento de luz heredado de la tradición impresionista para representar una calle granadina de forma envolvente. Para Patio de los Arrayanes (1904), se vale de una observación minuciosa y un enfoque naturalista, utilizando los reflejos en el agua para captar con fidelidad la arquitectura nazarí.
Durante su carrera, cultivó una pintura de carácter narrativo, en la que el retrato y la observación del entorno constituyeron las claves de su lenguaje visual. Su obra puede verse hoy en instituciones como el Museo Nacional Centro de Arte Reina Sofía, el Museo Carmen Thyssen Málaga, el Museo de Bellas Artes de Granada o la Hispanic Society of America.

### Galería

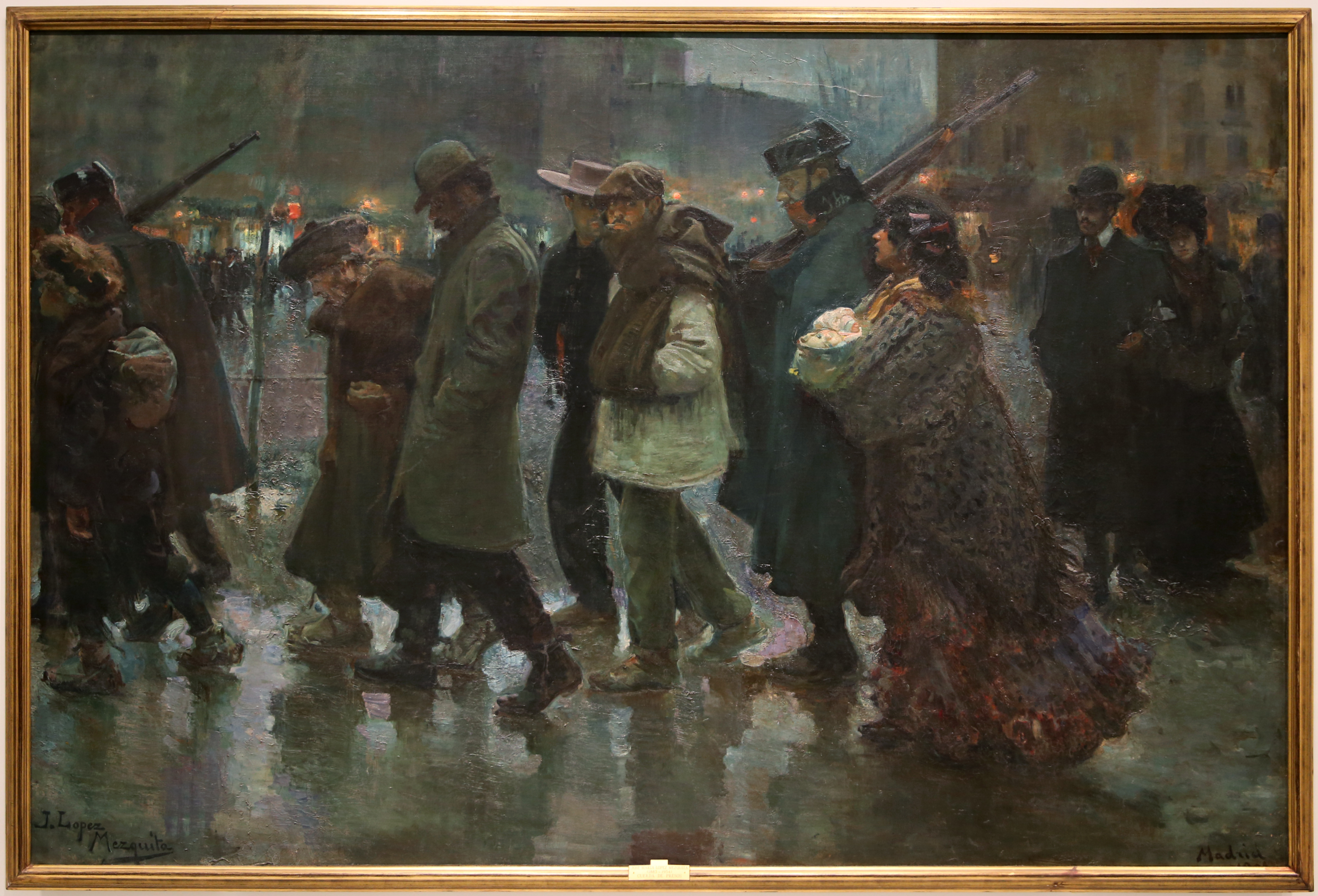
«Cuerda de presos» (1901).
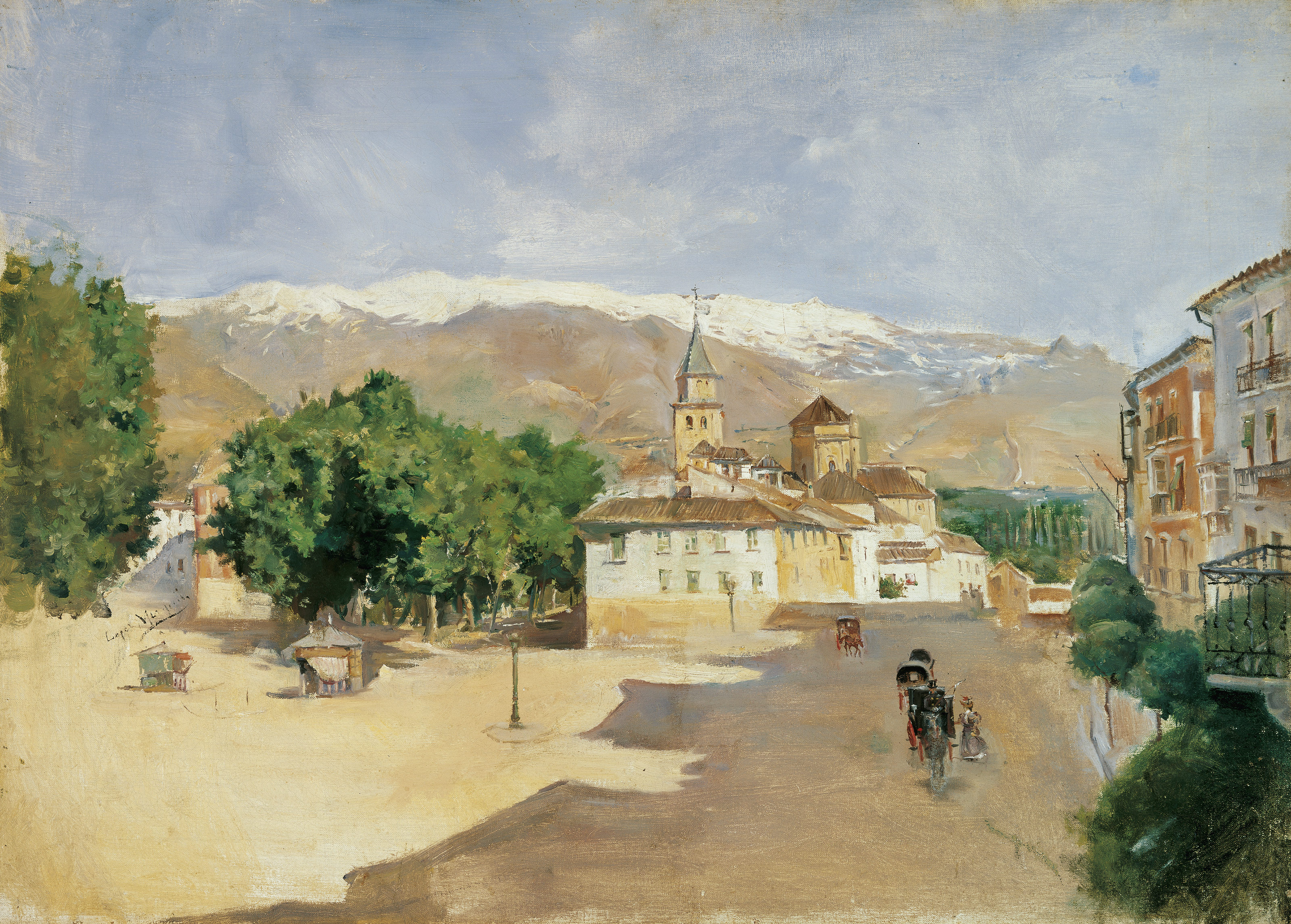
«El Embovedado» (1904).
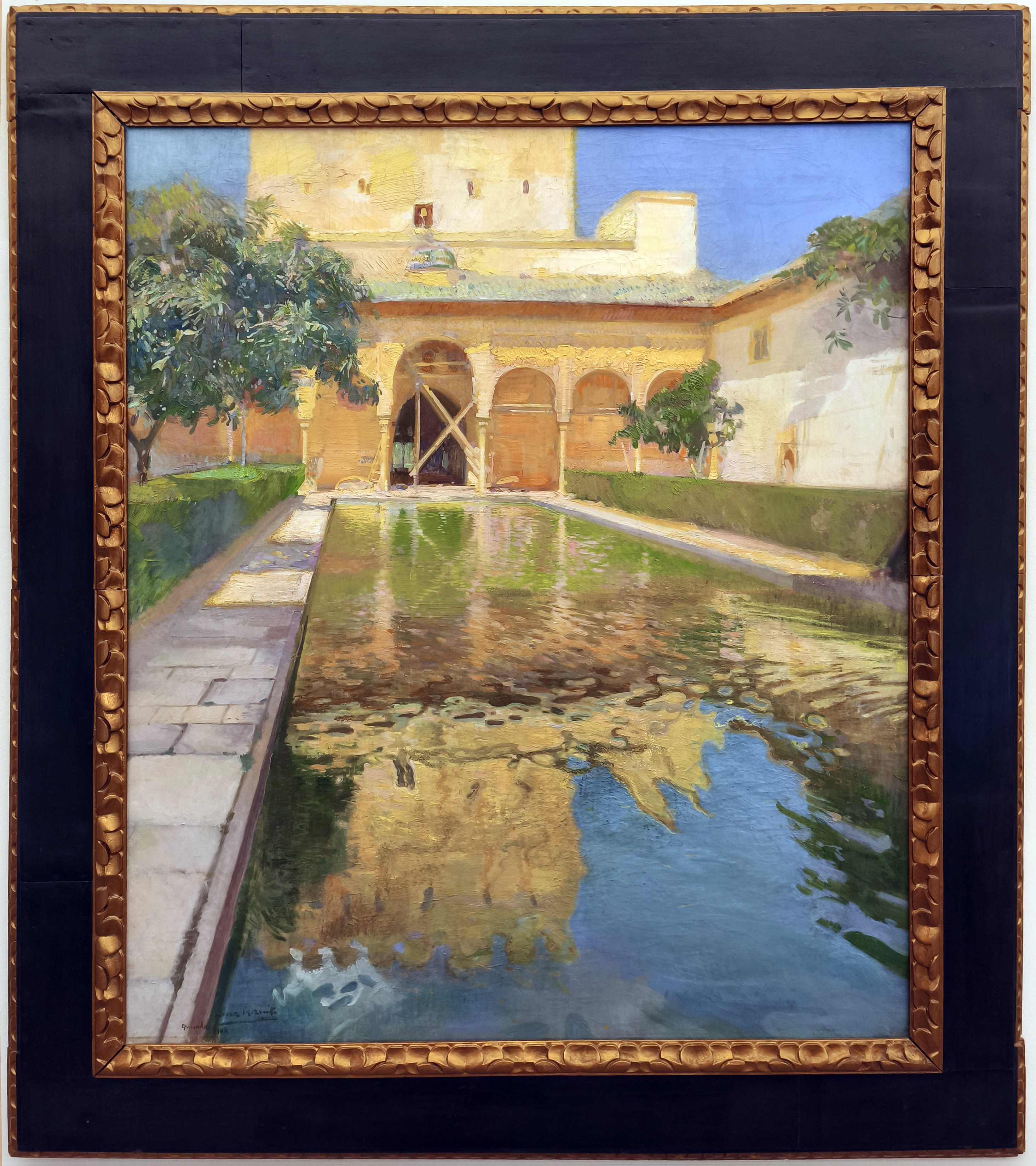
«Patio de los Arrayanes» (1904).
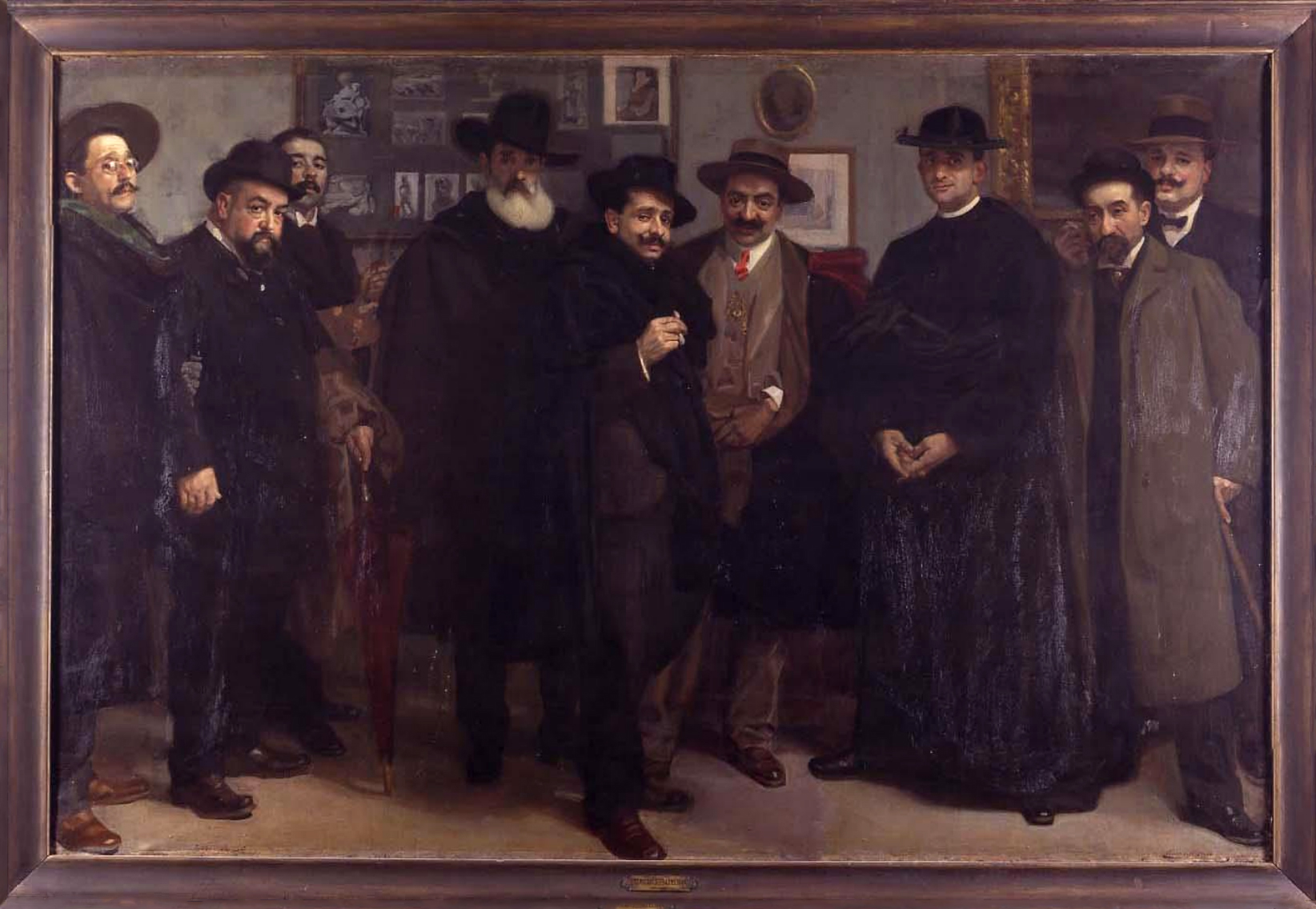
«Mis amigos» (1906)
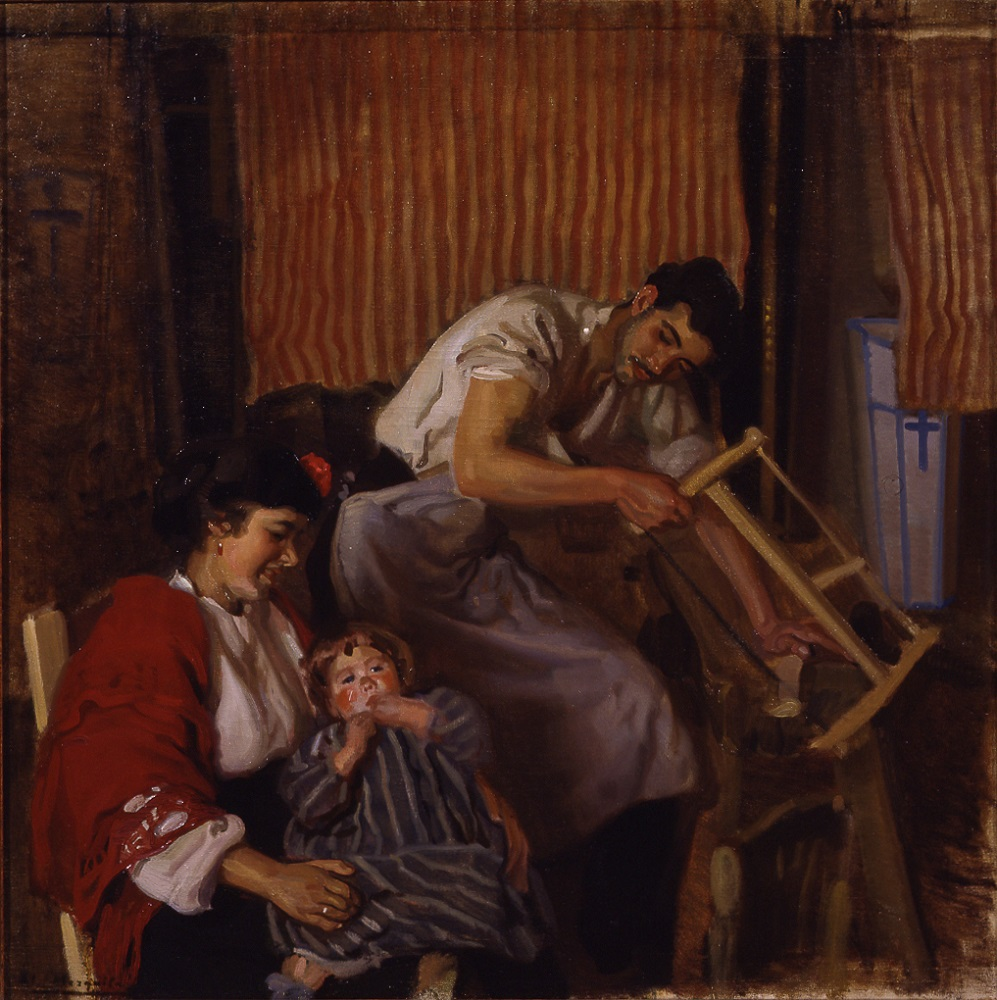
«Carpintería de la calle de la colcha» (ca. 1910).
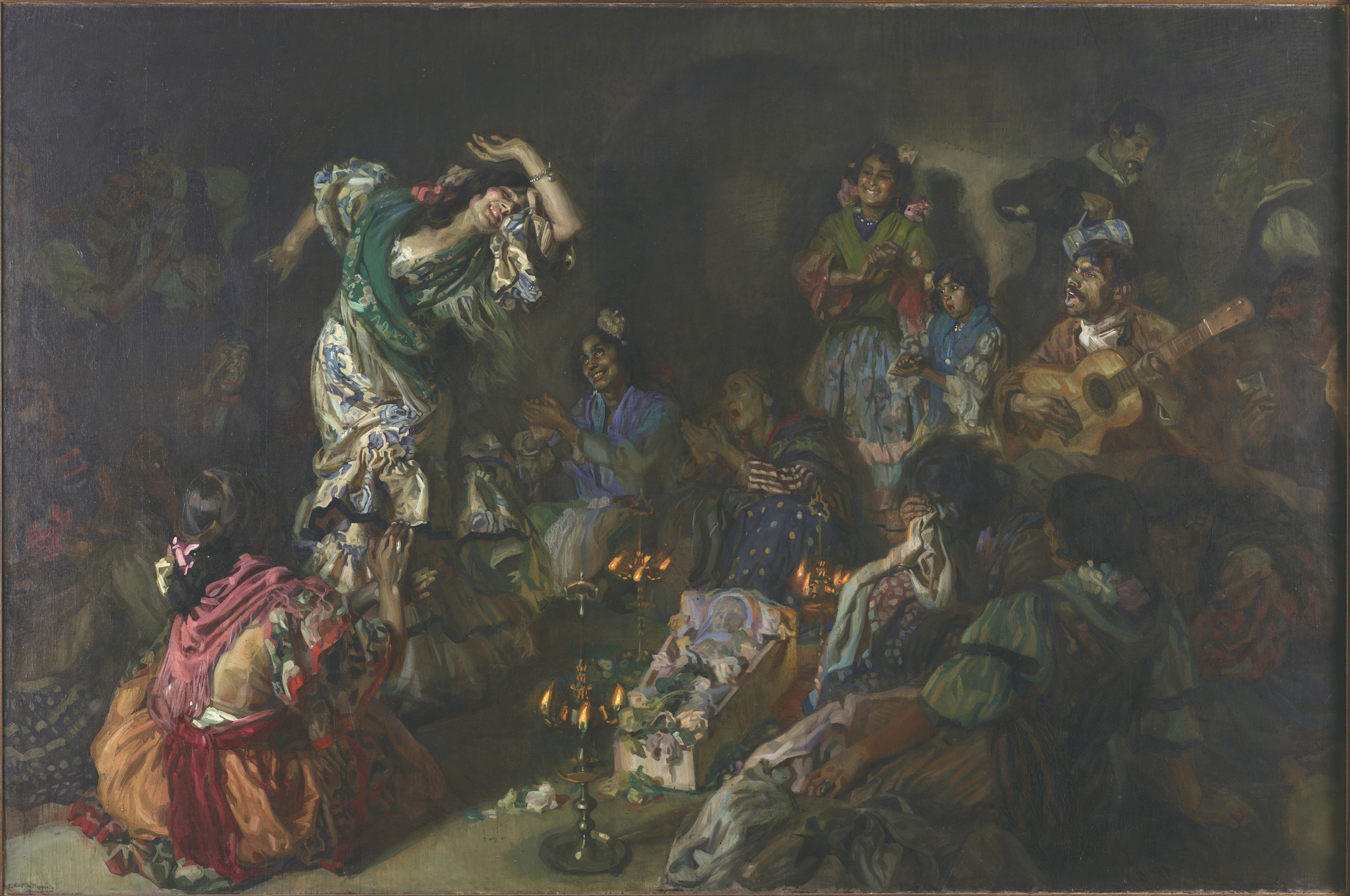
«El velatorio» (1910).
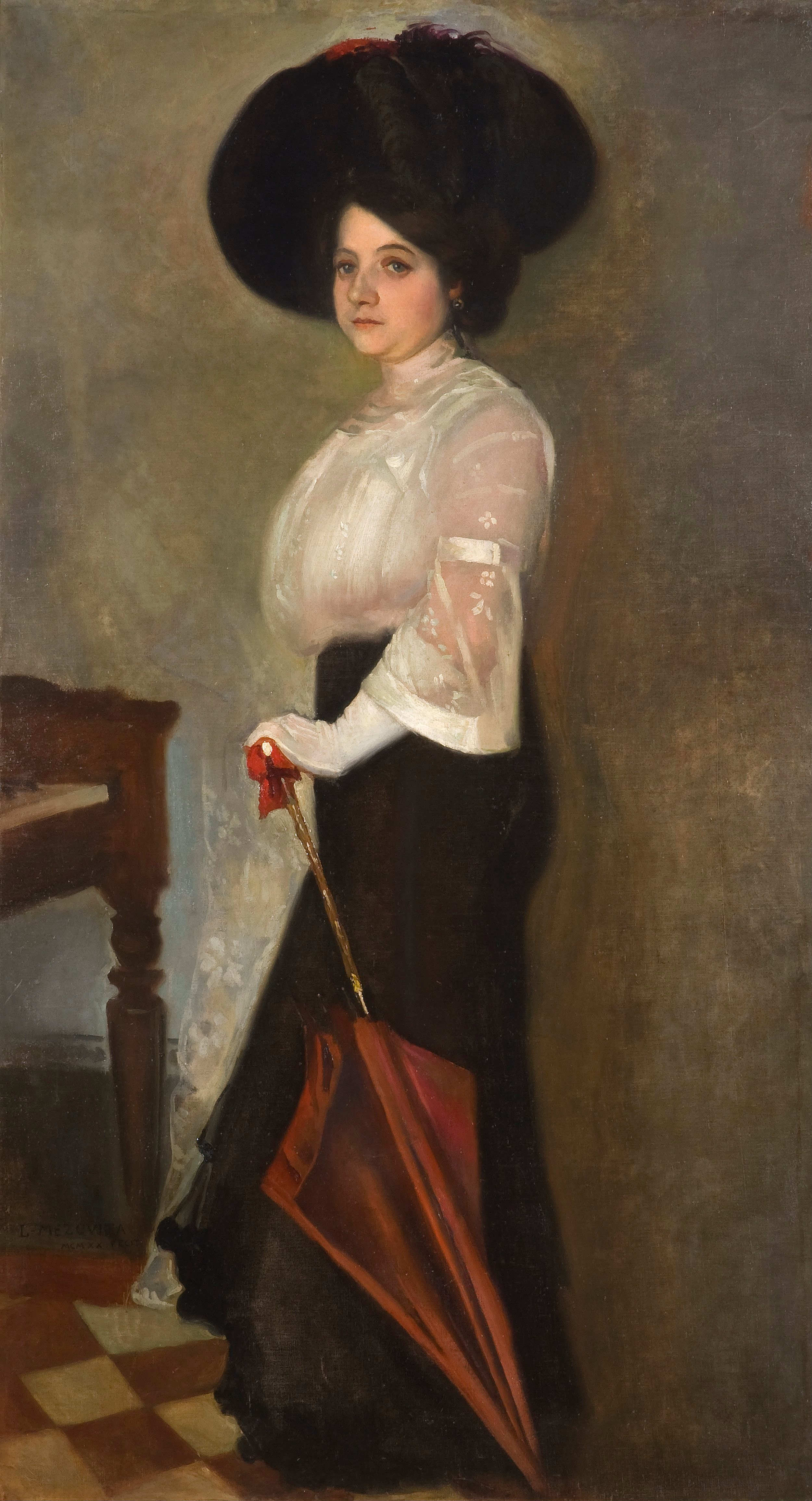
«Retrato de la Palou» (1920).
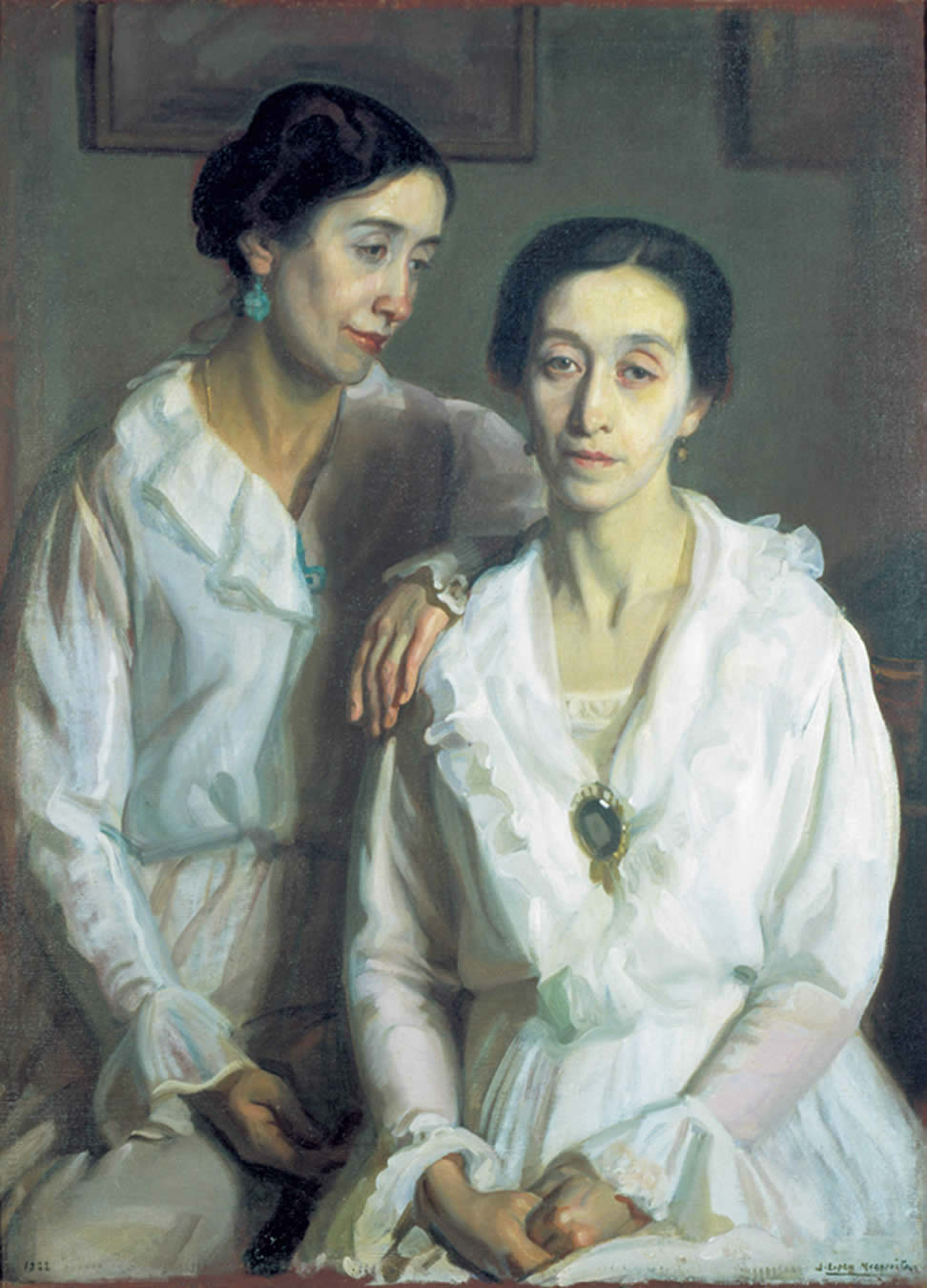
«Dos hermanas» (1922).
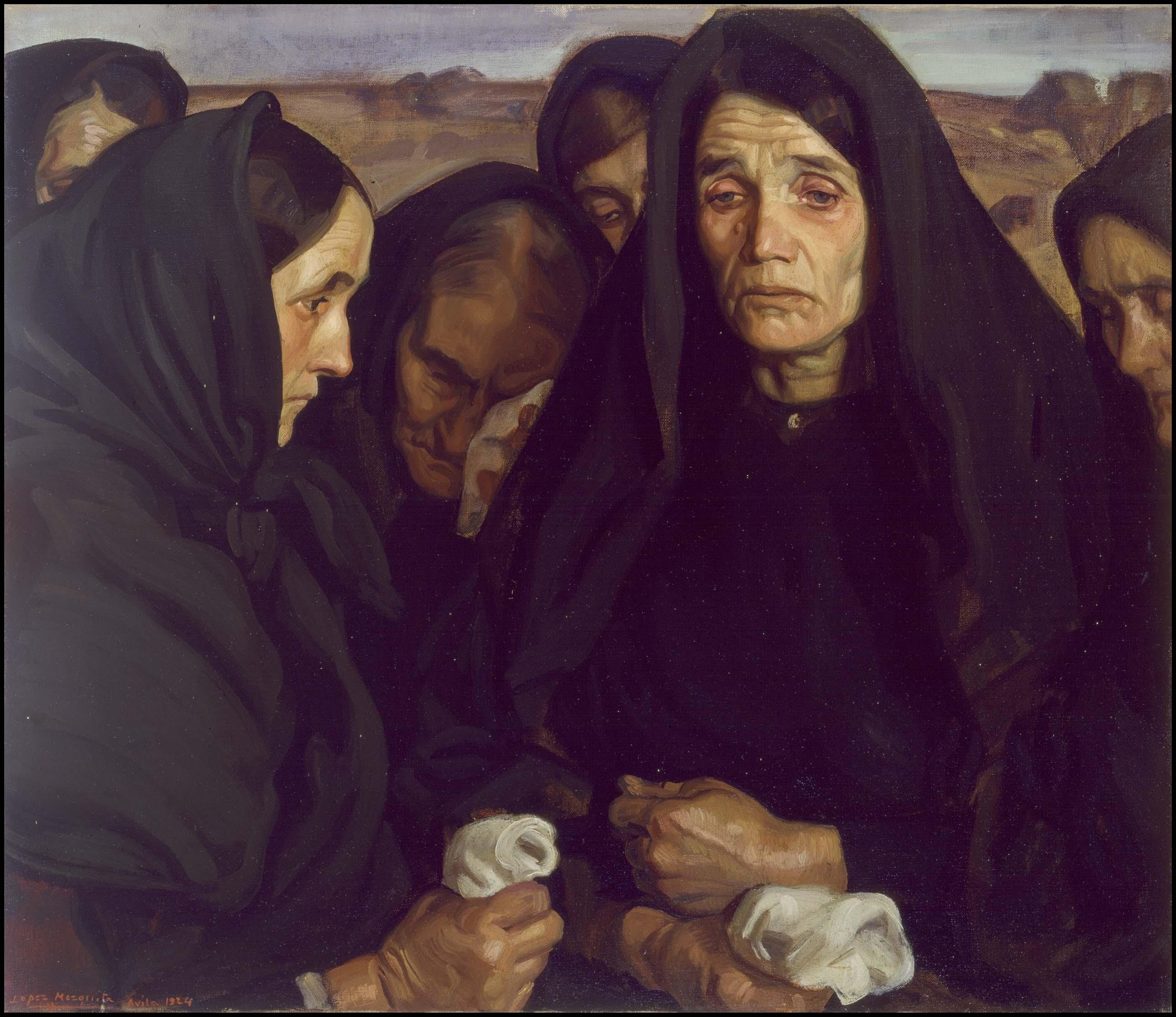
«De duelo» (1924).

| Predecesor: Antonio Muñoz Degrain | Real Academia de Bellas Artes de San Fernando Medalla 29 1924 - 1954 | Sucesor: Ramón Stolz |